# ناجیه بابکرخیل ارگونوال
ناجیه بابکرخیل ارگونوال (زاده ۱۳۵۱ ولسوالی ارگون ولایت پکتیکا) سیاستمدار افغانستان و نماینده مردم پکتیکا در دوره شانزدهم مجلس نمایندگان می‌باشد. ایشان در مجلس شانزدهم نمایندگان افغانستان عضو کمیسیون امور دینی، فرهنگی، معارف و تحصیلات عالی می‌باشد.

## زندگی‌نامه
ناجیه بابکرخیل ارگونوال زاده ۱۳۵۱ از ولسوالی ارگون ولایت پکتیکا می‌باشد. ایشان تحصیلات ابتدایی خود را در لیسه امینه فدوی کابل به پایان رساند و توانست وارد دانشکده اقتصاد دانشگاه کابل شود و سند لیسانس خود را از این دانشگاه بدست آورد.

## دیگر فعالیت‌ها
دیگر فعالیت‌های ایشان:
- استاد انستیتوت حسابداری
- استاد در لیسهٔ مسلکی جمهوریت
- مدیرهٔ لیسهٔ مسلکی جمهوریت
- معاونه لیسهٔ مسلکی جمهوریت
- مشاور محیط زیست